# Municipio de Pārgauja
El municipio de Pārgaujas (en letón: Pārgaujas novads) es uno de los ciento diez municipios de Letonia, se encuentra localizado en el suroeste de dicho país báltico. Fue creado durante el año 2009 después de una reorganización territorial. La capital es la villa de Stalbe.

## Ciudades y zonas rurales
- Raiskuma pagasts (zona rural)
- Stalbes pagasts (zona rural)
- Straupes pagasts (zona rural)

## Población y territorio
Su población se encuentra compuesta por un total de 4.502 personas (2009). La superficie de este municipio abarca una extensión de territorio de unos 487,5 kilómetros cuadrados. La densidad poblacional es de 9,23 habitantes por cada kilómetro cuadrado.